# Emanuel Geibel

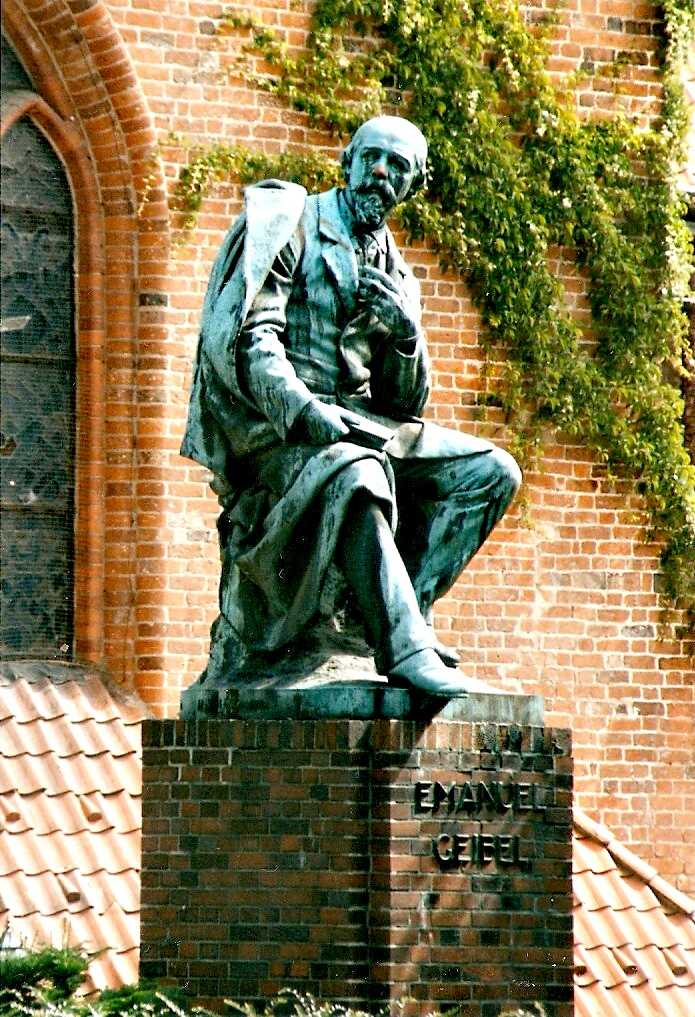
Standbeeld van Geibel te Lübeck

Emanuel Geibel (Lübeck, 17 oktober 1815 – 6 april 1884) was een Duitse dichter.
Hij was eerst van plan om in zijn vaders voetsporen (dominee) te treden en studeerde te Bonn en Berlijn. Maar later merkte hij dat zijn interesses niet in de theologie lagen maar in filologie (studie van oude en dode talen). In 1838 werd hij leerkracht in Athene waar hij tot 1840 bleef. In hetzelfde jaar publiceerde hij, samen met zijn vriend Erners Curtius, talrijke Griekse vertalingen. Zijn eerste gedichtenboek was Zeitstimmen en werd gepubliceerd in 1841. Veel van zijn gedichten werden op muziek gezet: onder anderen was Robert Schumann een van zijn bewonderaars.
In 1842 trad hij in dienst van Frederik Willem IV, de koning van Pruisen met een jaarlijks salaris van 300 thaler. Onder deze dienst publiceerde hij König Roderich (een tragedie), König Sigurds Brautfahrt en Juniuslieder, met teksten die diepzinniger waren dan in zijn vorige werken.
In 1851 werd hij uitgenodigd in München door Maximiliaan II van Beieren als gehonoreerd professor van de universiteit. In München zat hij in het midden van de literaire kring "Das Krokodil", die zich toelegde op de traditionele vormen.
In 1852 trouwde hij met Amanda Trummer en het jaar daarop kregen zij samen een dochter, Adie Marie Caroline. In 1857 publiceerde hij talrijke nieuwe gedichten te München. Deze bundelde hij in zijn boek Neue Gedichten, dat vooral bestond uit gedichten over klassieke onderwerpen. Dit duidde op een voortgang in zijn objectieven. Hij verliet München in 1869 toen hij terugging naar Lübeck. Hij bleef daar tot aan zijn dood.
- Bibsys: 90266316
- Biblioteca Nacional de Chile: 000499665
- Biblioteca Nacional de España: XX945645
- Bibliothèque nationale de France: cb12174951d (data)
- Catàleg d'autoritats de noms i títols de Catalunya: 981058608410506706
- CiNii: DA02611402
- Digitale Bibliotheek voor de Nederlandse Letteren: geib001
- Gemeinsame Normdatei: 11853811X
- International Standard Name Identifier: 0000 0001 2275 7352
- Library of Congress Control Number: n84183272
- Nationale Bibliotheek van Letland: 000145544
- MusicBrainz: 1abbd26b-dd39-4314-b2da-028fbb7271e1
- Nationale Bibliotheek van Tsjechië: mzk2010578421
- Nationale bibliotheek van Australië: 36549428
- Nationale Bibliotheek van Israël: 987007298392805171
- Nationale Bibliotheek van Polen: a0000002259615
- Nationale en Universitaire bibliotheek Zagreb: 000059863
- Nederlandse Thesaurus van Auteursnamen: 068827024
- Réseau des bibliothèques de Suisse occidentale: 02-A003285669
- Istituto Centrale per il Catalogo Unico: CUBV072264
- SNAC: w6n58t3r
- Système universitaire de documentation: 030306353
- Trove: 1286489
- Virtual International Authority File: 2514013
- WorldCat: E39PBJtxjrGM39MpFv9F8Hvrbd